# Leszek Konefał
Leszek Konefał (ur. 13 marca 1947 w Barcinie, zm. 29 września 2024) – polski lekkoatleta, płotkarz specjalizujący się w biegu na 110 metrów przez płotki i biegu na 400 metrów przez płotki, medalista mistrzostw Polski.

## Życiorys
Był zawodnikiem Włocłavii i Kujawiaka Włocławek.
Na mistrzostwach Polski seniorów na otwartym stadionie wywalczył jeden medal: srebrny w biegu na 400 metrów przez płotki w 1977. Na dystansie 110 metrów przez płotki zajął 4. miejsce w 1973 i 7. miejsce w 1977. W 1981 ukończył studia w Akademii Wychowania Fizycznego w Warszawie.
Jego rekord życiowy w biegu na 110 metrów ppł wynosił 14,33 (18.07.1974), w biegu na 400 metrów ppł wynosił 50,72 (30.07.1977).
Był wieloletnim działaczem Polskiego Związku Działkowców